# The Korgis
The Korgis waren eine britische Pop-Band, die ursprünglich aus Sänger / Bassist James Warren (* 25. August 1951 in Bristol, GB) und Sänger / Schlagzeuger Andy Cresswell-Davis (* 10. August 1949) bestand. Zusammen mit den inoffiziellen Mitgliedern Stuart Gordon (Gitarrist) und Phil Harrison (Keyboard) waren beide in den 1970er Jahren Gründer der Band Stackridge.

## Karrieren
Die Single If I had you war mit Platz 13 in den britischen Charts 1979 ein erster Achtungserfolg. Im gleichen Jahr wurde das Debütalbum The Korgis veröffentlicht. Die Single Everybody's Got To Learn Sometime von ihrem zweiten Album Dumb Waiters war 1980 ein großer Erfolg. Die Single erreichte Platz 5 der britischen, Platz 18 der amerikanischen, Platz 11 in Australien, Platz 6 der Schweizer und Platz 48 der deutschen Hitparade. Über die Jahre wurde das melancholische, mit einprägsamen Klavierakkorden ausgestattete Stück häufig gecovert, u. a. von Beck, Erasure, Baby D, Yazz, Army of Lovers, Dream Academy, Flying Pickets, Zucchero, Joana Zimmer und Marc et Claude.
Trotz dieses Erfolges löste sich die Band nach der Veröffentlichung des dritten Albums Sticky George unter dem Projektnamen „James Warren & The Korgis“ 1982 auf. Bei einer kurzzeitigen Reunion Anfang der 1990er Jahre nahm The Korgis, damals bestehend aus Warren, Davis und John Baker, den Song erneut auf und veröffentlichte das Album This World's For Everyone, bevor sie sich erneut trennte.
1999 wurden die bisherigen Alben digital remastert und wiederveröffentlicht. Gordon arbeitete unter anderem an dem Soundtrack OVO von Peter Gabriel für die Millennium Dome Show von 2000 mit. 2005 trafen sich Warren, Davis und Baker anlässlich der Aufnahmen für die Sammlung Kollection wieder und nahmen das Album Unplugged auf, welches im Folgejahr erschien. Der ebenfalls 2006 veröffentlichte Song Something About The Beatles war ihre erste Single seit einer weiteren Remix-Version von Everybody's got to learn sometime im Jahr 1993.

## Diskografie

### Studioalben
| Jahr | Titel        | Höchstplatzierung, Gesamtwochen, AuszeichnungChartplatzierungen (Jahr, Titel, Platzierungen, Wochen, Auszeichnungen, Anmerkungen) | Höchstplatzierung, Gesamtwochen, AuszeichnungChartplatzierungen (Jahr, Titel, Platzierungen, Wochen, Auszeichnungen, Anmerkungen) | Höchstplatzierung, Gesamtwochen, AuszeichnungChartplatzierungen (Jahr, Titel, Platzierungen, Wochen, Auszeichnungen, Anmerkungen) | Höchstplatzierung, Gesamtwochen, AuszeichnungChartplatzierungen (Jahr, Titel, Platzierungen, Wochen, Auszeichnungen, Anmerkungen) | Höchstplatzierung, Gesamtwochen, AuszeichnungChartplatzierungen (Jahr, Titel, Platzierungen, Wochen, Auszeichnungen, Anmerkungen) | Anmerkungen                     |
| Jahr | Titel        | DE | AT | CH | UK | US | Anmerkungen                     |
| ---- | ------------ | --- | --- | --- | --- | --- | ------------------------------- |
| 1980 | Dumb Waiters | — | — | — | UK40 (4 Wo.)UK | — | Erstveröffentlichung: Juli 1980 |

grau schraffiert: keine Chartdaten aus diesem Jahr verfügbar
Weitere Alben
- 1979: The Korgis
- 1981: Sticky George
- 1983: The Best of
- 1986: Burning Questions
- 1990: The Best of & the Rest of
- 1992: This World’s for Everyone
- 1997: Archive Series
- 2001: Greatest Hits
- 2001: Klassics – The Best of
- 2003: Don’t Look Back – The Very Best of
- 2005: Kollection
- 2006: Unplugged
- 2007: Folk & Pop Classics

### Singles
| Jahr | Titel Album                                    | Höchstplatzierung, Gesamtwochen, AuszeichnungChartplatzierungen (Jahr, Titel, Album, Platzierungen, Wochen, Auszeichnungen, Anmerkungen) | Höchstplatzierung, Gesamtwochen, AuszeichnungChartplatzierungen (Jahr, Titel, Album, Platzierungen, Wochen, Auszeichnungen, Anmerkungen) | Höchstplatzierung, Gesamtwochen, AuszeichnungChartplatzierungen (Jahr, Titel, Album, Platzierungen, Wochen, Auszeichnungen, Anmerkungen) | Höchstplatzierung, Gesamtwochen, AuszeichnungChartplatzierungen (Jahr, Titel, Album, Platzierungen, Wochen, Auszeichnungen, Anmerkungen) | Höchstplatzierung, Gesamtwochen, AuszeichnungChartplatzierungen (Jahr, Titel, Album, Platzierungen, Wochen, Auszeichnungen, Anmerkungen) | Anmerkungen                       |
| Jahr | Titel Album                                    | DE | AT | CH | UK | US | Anmerkungen                       |
| ---- | ---------------------------------------------- | --- | --- | --- | --- | --- | --------------------------------- |
| 1979 | If I Had You The Korgis                        | — | — | — | UK13 (12 Wo.)UK | — | Erstveröffentlichung: Juni 1979   |
| 1980 | Everybody’s Got to Learn Sometime Dumb Waiters | DE48 (8 Wo.)DE | — | CH6 (7 Wo.)CH | UK5 Silber · (12 Wo.)UK | US18 (19 Wo.)US | Erstveröffentlichung: Mai 1980    |
| 1980 | If It’s All Right With You Baby Dumb Waiters   | — | — | — | UK56 (3 Wo.)UK | — | Erstveröffentlichung: August 1980 |

Weitere Singles
- 1980: Rover’s Return
- 1985: True Life Confessions